# Alice Kinsella
Alice Nicole Kinsella (Basildon, 13 de marzo de 2001) es una deportista británica que compite en gimnasia artística.
Participó en los Juegos Olímpicos de Tokio 2020, obteniendo una medalla de bronce en la prueba por equipos (junto con Jennifer Gadirova, Jessica Gadirova y Amelie Morgan).
Ganó una medalla de plata en el Campeonato Mundial de Gimnasia Artística de 2022 y siete medallas en el Campeonato Europeo de Gimnasia Artística entre los años 2019 y 2024.

## Palmarés internacional
| Juegos Olímpicos   | Juegos Olímpicos        | Juegos Olímpicos  | Juegos Olímpicos     |
| Año                | Lugar                   | Medalla           | Prueba               |
| ------------------ | ----------------------- | ----------------- | -------------------- |
| 2020               | Tokio (Japón)           | Medalla de bronce | Concurso por equipos |
| Campeonato Mundial |                         |                   |                      |
| Año                | Lugar                   | Medalla           | Prueba               |
| 2022               | Liverpool (Reino Unido) | Medalla de plata  | Concurso por equipos |
| Campeonato Europeo |                         |                   |                      |
| Año                | Lugar                   | Medalla           | Prueba               |
| 2019               | Szczecin (Polonia)      | Medalla de oro    | Barra                |
| 2022               | Múnich (Alemania)       | Medalla de plata  | Concurso individual  |
| 2022               | Múnich (Alemania)       | Medalla de plata  | Concurso por equipos |
| 2023               | Antalya (Turquía)       | Medalla de oro    | Concurso por equipos |
| 2023               | Antalya (Turquía)       | Medalla de plata  | Suelo                |
| 2024               | Rímini (Italia)         | Medalla de plata  | Concurso por equipos |
| 2024               | Rímini (Italia)         | Medalla de bronce | Concurso individual  |